# غيرلز (ألبوم)
الفتيات (بالانجليزية: Girls) هي الأسطوانة المطولة (EP) الثانية لفرقة الفتيات الكورية الجنوبية ايسبا. تم إصدارها بواسطة إس إم إنترتينمنت وتسجيلات ورانر في 8 يوليو 2022. يتكون من ستة أغاني بما في ذلك الأغنية الترويجية "الوهم"، وأغنيتان فرديتان رسميتان: "الحياة قصيرة" (النسخة الإنجليزية) و "غيرلز". تضيف النسخة الرقمية أيضا الأغاني المنفردة للفرقة التي تم إصدارها سابقا "بلاك مامبا" و"للأبد" و" الأحلام تتحقق". حقق الألبوم نجاحًا تجاريًا واحتل المركز الأول على مخطط سيركل للألبومات في كوريا الجنوبية مع بيع 1,426,487 نسخة في الأسبوع الأول من الإصدار، مما يجعله الألبوم الأكثر مبيعًا لـ ايسبا حتى الآن. احتل الألبوم المركز الثالث على بيلبورد 200 ليصبح ثاني وأعلى دخول للفرقة على المخطط.

## التأليف
من الناحية الغنائية، يناقش الألبوم مواضيع الحب والثقة بالنفس والصداقة والتحالف والمزيد. أشارت كريستين كواك من رولينغ ستون إلى أنه في حين أن الأغنية الرسمية للألبوم "غيرلز" و"الوهم" أقرب إلى نوع الموسيقى الرسمي للفرقة، بينما بقية اغاني الألبوم هي "جانب أكثر ارتياحًا للفرقة مع مواضيع عدم أخذ الحياة على محمل الجد".

## تعليقات النقاد
فور إصداره تلقى غيرلز ردودًا إيجابية من نقاد الموسيقى الذين أشادوا بطاقة وتنوع الألبوم. في ميتاكريتيك حصل الألبوم على درجة متوسطة قدرها 78 استنادا إلى 5 مراجعات، مما يشير إلى "مراجعات إيجابية بشكل عام".
في مراجعة من أصل أربع نجوم من أصل خمسة لـ رولينغ ستون، قالت كريستين كواك ان الألبوم "يشمل كل ما يمكن أن يريده المرء من إيسبا".